# I Zbór Kościoła Chrześcijan Baptystów w Katowicach
Pierwszy Zbór Kościoła Chrześcijan Baptystów w Katowicach – zbór Kościoła Chrześcijan Baptystów znajdujący się w Katowicach, przy ulicy Morawskiej 10.
Pierwszy zbór baptystów w Katowicach powstał w 1922, dzięki m.in. działalności misyjnej w latach 1909-1921 Ludwika Miksy.
Nabożeństwa odbywają się w każdą niedzielę o godzinie 10:00 i środę o godzinie 18:00.